# هيا بنت سعد بن عبد المحسن السديري
الأميرة هيا بنت سعد بن عبد المحسن بن أحمد السديري تزوجت من الملك عبد العزيز بن عبد الرحمن آل سعود بعد وفاة شقيقتها الأميرة الجوهرة بنت سعد السديري وعمرها آنذاك 11 سنة فقط. وهي إبنة خالة ووالدة كل من الأمير بدر بن عبد العزيز آل سعود، الأمير عبد الإله بن عبد العزيز آل سعود، الأمير عبد المجيد بن عبد العزيز آل سعود، الأميرة نورة الثانية بنت عبد العزيز آل سعود، والأميرة مشاعل بنت عبد العزيز آل سعود وعاشت طفولتها في كنف أسرتها في الغاط.

## حياتها
عاشت طفولتها في كنف أسرتها في الغاط بين والديها وأخوانها وأخواتها فوالدتها هي الأميرة لطيفة بنت تركي السديري وهي أخت لكل من الأمير عبد الله بن سعد السديري (أمير منطقة تبوك ثم أمير منطقة المدينة المنورة حيث توفي بها)، وهي أخت للأمير ناصر بن سعد السديري (أمير منطقة الغاط)، وهي أخت للأمراء عبد المحسن، نايف، وفهد السديري، وهي شقيقة لكل من الأميرة الجوهرة بنت سعد السديري (والدة صاحب السمو الملكي الأمير سعد بن عبد العزيز آل سعود)، والأميرة سلطانة بنت سعد السديري (والدة صاحب السمو الملكي الأمير فهد (الأول) بن سعود بن عبد العزيز آل سعود)، وأخت لكل من الأميرة حصة، الأميرة نورة، والأميرة سارة بنات الأمير سعد السديري.
يعود تاريخها عائلتها كونهم حكامًا لعمان وولاة للإمارة في عهد الدولة العثمانية ويعود أصل السديري إلى قبيلة الدواسر وجدهم بدران من البدارين فالأمير أحمد السديري جد الملك عبد العزيز كان أميرًا للأحساء ثم نقل إلى إمارة منطقة الغاط وبذلك ولدت الأميرة هيا في الغاط وعاشت حياتها ونشأتها الأولى وهناك تزوجت بالملك عبد العزيز وهي في سن الحادية عشرة بعد وفاة شقيقتها الأميرة الجوهرة بنت سعد السديري أثناء ولادة صاحب السمو الملكي الأمير عبد المحسن بن عبد العزيز آل سعود.
عاشت الأميرة هيا مع الملك عبد العزيز في قصر الديرة ثم في قصر المربع وكانت حياتها معه بدأت بعد أن هدأت أوضاع المملكة واستقرت المعيشة بها وتوحدت جميع المناطق وقد تولت رعاية أبناء وبنات شقيقتها فهي خالة لهم وساندتها شقيقتها الأميرة سلطانة السديري التي احتوت أبناء وبنات شقيقتيها الأميرة الجوهرة والأميرة هيا في قصر الملك عبد العزيز.

## والدتها
- الأميرة لطيفة بنت تركي بن ناصر السديري

## أبنائها
- الأمير بدر بن عبد العزيز آل سعود
- الأمير عبد الإله بن عبد العزيز آل سعود
- الأمير عبد المجيد بن عبد العزيز آل سعود
- الأميرة نورة الثانية بنت عبد العزيز آل سعود
- الأميرة مشاعل بنت عبد العزيز آل سعود

## أخوانها
- الأمير عبد المحسن بن سعد السديري
- الأمير نايف بن سعد السديري
- الأمير عبد الله بن سعد السديري
- الأمير ناصر بن سعد السديري
- الأمير فهد بن سعد السديري

## أخواتها
- الأميرة حصة بنت سعد السديري. والدة الأمير عبد الرحمن بن أحمد بن عبد الرحمن السديري (قائم مقام جدة سابقًا)

- الأميرة نورة بنت سعد السديري

- الأميرة لطيفه بنت سعد السديري

- الأميرة الجوهرة بنت سعد السديري. والدة صاحب السمو الملكي الأمير سعد بن عبد العزيز آل سعود، الأمير مساعد بن عبد العزيز آل سعود، الأمير عبد المحسن بن عبد العزيز آل سعود، الأميرة حصة بنت عبد العزيز آل سعود، والأميرة البندري بنت عبد العزيز آل سعود
- الأميرة سلطانة بنت سعد السديري. والدة صاحب السمو الملكي الأمير فهد الأول بن سعود بن عبد العزيز آل سعود (توفي صغيرًا)
- الأميرة سارة بنت سعد السديري

## وفاتها
توفيت الأميرة هيا بنت سعد بن عبدالمحسن السديري في يوم الجمعة 16 صفر 1424هـ الموافق 18 أبريل 2003 في مستشفى الملك فيصل التخصصي في مدينة الرياض عن عمر يناهز التسعين عاماً وصلي عليها في جامع الإمام تركي بن عبد الله في الرياض بعد صلاة عصر يوم السبت الموافق 17 صفر 1424 هـ الموافق 19 أبريل 2003 وكان العزاء بعد صلاة المغرب في منزل الأمير بدر بن عبد العزيز آل سعود في حي الباطن في الرياض.

## الإرث
مؤسسة هيا بنت سعد السديري الخيرية لرعاية الأيتام بمنطقة مكة المكرمة (كافل) تأسست في 2 يناير 2008 - 23 ذو الحجة 1428 والتي تُعنى المؤسسة برعاية الأيتام.